# Рувікі
Рувікі (рос. Рувики) — російська інтернет-енциклопедія. Запущена в липні 2023 та є практично повною копією російської Вікіпедії на той час. Проєкт називають прокремлівським та дружнім до Путіна клоном Вікіпедії.
Керує проєктом Володимир Медейко, який раніше брав участь у проєкті російської Вікіпедії та був директором Викимедиа РУ. Повідомляється, що Медейко створив Рувікі як більш дружню до російської влади альтернативу російській Вікіпедії. Передбачається, що проєкт дотримуватиметься російської цензури. Станом на 22.07.2025 нараховує 2 140 369 статей.

## Створення
24 травня 2023 року багаторічний директор «Викимедиа РУ» Володимир Медейко оголосив про створення Рувікі. Депутат Держдуми РФ Антон Горєлкін оголосив, що цей сайт знаходитиметься на російських серверах та керуватиметься з Росії. Медейко заявив, що Рувікі дотримуватиметься російських законів, але начебто не залежатиме від російської влади.

## Контент та редакційна політика
Рувікі була створена шляхом копіювання 1,9 мільйона статей з російської Вікіпедії. Тобто майже всіх статей, що були в цьому розділі Вікіпедії в липні 2023. Статті, теми яких суперечать російській військовій цензурі, були видалені. Зокрема була видалена інформація про заколот Пригожина, різанину в Бучі, кричалку «Путін — хуйло!». А у статті про вторгнення Росії в Україну не використовується слово «вторгнення», натомість використовується офіційний російський вираз «спеціальна воєнна операція».
На момент запуску Рувікі, на відміну від Вікіпедії, було закрита для редагування учасниками-добровольцями. За словами Медейка, він планує відкрити редагування більшості статей для учасників-добровольців у майбутньому, а також створити експертну раду для перевірки редагувань.
За даними досліджень 2025 року, близько 97% сторінок рувікі було скопійовано з російської Вікіпедії, з яких 33,664 (1.75%) зазнали змін. Серед цих змін 24% відображають позицію Росії щодо окупованих територій України і 11% - російську позицію щодо подій російсько-української війни.